# Серпень (фільм, 1978)
«Серпень» — радянський художній фільм 1978 року, знятий режисером Кареном Геворкяном на кіностудії «Вірменфільм».

## Сюжет
За мотивами новел Г. Матевосяна «На станції», «Алхо», «Початок», «Серпень». Герой фільму, випускник університету, повернувшись додому, до гірського села, приходить до розуміння, що просте людське щастя укладено у таких простих поняттях, як рідний дім, рідне село. Звичайним розміреним життям живе гірське вірменське село. Але в цій розміреності таїться трагічне та комічне, сумне та веселе.

## У ролях
- Гегам Гегамян — Араїк
- Рубен Нікогосян — Грант
- Каджик Барсегян — Гікор
- Нана Мчедлідзе — мати
- Рафаель Сароян — Авак Кіракосян, сержант міліції
- Шаум Казарян — Андро
- Азат Шеренц — начальник станції
- Овак Галоян — лікар
- Люся Оганесян — мати Лерно
- Р. Тигранян — батько Лерно
- Вардан Петросян — епізод
- Ц. Акопджанян — епізод
- Вруйр Арутюнян — епізод
- Нонна Петросян — дружина Андро
- Каріна Саркісян — епізод
- Л. Джигарджян — працівниця пошти
- В. Казаросян — епізод
- Лейла Кіракосян — епізод
- Анна Елбакян — дівчинка
- Р. Давтян — дівчинка
- Софія Бабаян — епізод
- Армен Айвазян — епізод
- М. Сароян — епізод
- Карен Акопян — епізод
- Сос Саркисян — епізод
- Л. Шмавонян — епізод

## Знімальна група
- Режисер — Карен Геворкян
- Сценаристи — Едуард Тропінін, Грант Матевосян
- Оператор — Рудольф Ватінян
- Композитор — Юрій Арутюнян